# Delmarva-Halbinsel
Die Delmarva-Halbinsel ist eine etwa 300 Kilometer lange und bis zu 100 Kilometer breite Halbinsel an der Ostküste der Vereinigten Staaten. Der Name Delmarva setzt sich zusammen aus den Namen der drei Bundesstaaten, die sich die Halbinsel aufteilen – Delaware, Maryland und Virginia. Ältere Bezeichnungen sind Delaware and Chesapeake Peninsula sowie nur Chesapeake Peninsula (Chesapeake-Halbinsel).

## Lage
Die Delmarva-Halbinsel wird durch die Chesapeake Bay im Westen und die Delaware Bay und den Atlantischen Ozean im Osten begrenzt.

## Verkehrswege
Die Verkehrswege auf die Halbinsel führen im Norden über den Chesapeake and Delaware Canal, im Westen über die 6,5 Kilometer lange Chesapeake Bay Bridge nach Maryland oder im Süden über den Chesapeake Bay Bridge-Tunnel nach Virginia Beach/Virginia. Zudem gibt es zahlreiche Fährverbindungen.

## Natur
Die Halbinsel ist vergleichsweise dünn besiedelt und bietet vor allem Vogelkundlern ein interessantes Revier. In einigen Gebieten sind hier größere Wildpferdbestände vorhanden. Auf der vorgelagerten Insel Assateague ist das Schutzgebiet Assateague State Park eingerichtet, wo man diese beobachten kann.

## Geschichte
Die Gegend wird seit etwa 8000 Jahren bewohnt. Die Ureinwohner lebten als Halbnomaden von der Jagd. Als die Europäer Amerika besiedelten, lebten die Völker der Assateague, der Transquakin, der Choptico, der Moteawaughkin, der Quequashkecaquick, der Hatsawap, der Wachetak, der Marauqhquaick und der Manaskson in der Region. 1566 traf eine Expedition vom spanischen Florida aus auf der Halbinsel ein. Pedro Menéndez de Avilés führte diese Expedition an. Die Spanier glaubten, dass die Chesapeake Bay den Eingang zur Nordwestpassage darstelle.
Die Niederländische Westindien-Kompanie gründete hier 1631 die Kolonie Zwaanendael. 1638 wurde die Kolonie Teil von Neuschweden. Die Niederländer eroberten sie zurück und integrierten sie in die Kolonie Nieuw Nederland. 1664 kam sie unter britische Herrschaft. In der Zeit vor dem Amerikanischen Bürgerkrieg wurden freie schwarze Menschen auf der Halbinsel von Verbrecherbanden entführt und in den Südstaaten illegal in die Sklaverei verkauft. Die Mündung des Choptank Rivers, der im Wesentlichen durch die Delmarva-Halbinsel fließt, wurde unter anderem von der Sklavereigegnerin und Angehörigen der Underground Railroad, Harriet Tubman, genutzt, als sie entflohene Sklaven von Maryland nach Pennsylvania und Kanada führte.

## Wichtige Städte auf der Halbinsel
Die beiden größten Städte sind Dover (Delaware) mit etwa 33.000 sowie Salisbury (Maryland) mit rund 24.000 Einwohnern.
- Easton, Hauptstadt des Talbot County.
- Chestertown, Maryland, Hauptstadt des Kent County. Das Washington College ist hier beheimatet.
- St. Michael’s, Maryland, beliebtes Touristenziel
- Lewes, Delaware, das ehemalige Zwaanendael, war die erste europäische Siedlung in Delaware. Sie trägt den Titel „erste Stadt im ersten Staat“.
- Ocean City, Maryland, beliebtes Touristenziel mit etlichen Strandhotels
- Seaford, Delaware, gilt als „Nylon Capital of the World“ und ist die größte Stadt im Sussex County.
- Chincoteague, Virginia, bekannt für Ponys. Der U.S. Fish & Wildlife Service verwaltet den Chincoteague National Wildlife Refuge.
- Princess Anne, Maryland, Hauptstadt von Somerset County.
- Rehoboth Beach, Delaware, „the Nation’s Summer Capital“, versechzehnfacht ihre Bewohnerzahl während der Hauptsaison